# Argyrogrammana macularia
Argyrogrammana macularia är en fjärilsart som beskrevs av Jean Baptiste Boisduval 1870. Argyrogrammana macularia ingår i släktet Argyrogrammana och familjen Riodinidae. Inga underarter finns listade i Catalogue of Life.